# Pomo oriental
Le pomo oriental est une langue amérindienne de la famille des langues pomo parlée aux États-Unis, dans la région du Clear Lake, dans le Nord de la Californie. La langue est éteinte.